# ألفونس دس ديسغاردين
ألفونس دس ديسغاردين هو موظف مدني وصحفي كندي، ولد في 5 نوفمبر 1854 في ليفيس في كندا، وتوفي بنفس المكان في 31 أكتوبر 1920.

## وصلات خارجية
- ألفونس دس ديسغاردين على موقع الموسوعة البريطانية (الإنجليزية)